# عبد الله محمد الدباغ
عبد الله محمد الدباغ وزير الزراعة السعودي السابق، ولد في مكة المكرمة سنة 1340هـ/ 1921م وفيها نشأ وترعرع تعلم في مدارس الفلاح ثم التحق بمدرسة تحضير البعثات وسافر بعد ذلك إلى مصر وعقب تخرجه من جامعة فؤاد الأول عاد إلى البلاد وعمل في مزرعة خاصة، ثم ألتحق بالمديرية العامة للزراعة بعد انشائها عام 1367هـ/ 1948م وكان أول مهندس زراعي فيها، وبعد تحويلها إلى وزارة عين فيها مديرًا عامًا للشؤون الزراعية ثم مديرًا عامًا للوزارة، فوزيرًا عليها عام 1380هـ/ 1960م وذلك لمدة عام واحد، ثم تحول بعد أن أعفي منها إلى الاشتغال بالأعمال الخاصة بحيث أنشأ له مؤسسة تعنى بأعمال الزراعة مقرها عند باب مكة في مدينة جدة، وفي سنة 1432هـ/ 2011م توفي في جدة بعد عمر ناهز 92عام .

## النسب والمولد
هو عبد الله بن محمد بن علي الدباغ، ولد في منزل والده في حارة الشام بجدة سنة 1340هـ/ 1921م.

## النشأة والتعليم
نشأ وترعرع تحت كنف والديه في مدينة جدة وفيها تلقى تعليمة حيث التحق بمدارس الفلاح ودرس فيها حتى السنة السابعة ثم انتقل إلى مدرسة تحضير البعثات بمكة المكرمة، وبعد تخرجه منها عام 1362هـ/ 1941م انضم إلى أولى دفعات الابتعاث التي سافرت إلى مصر؛ ليكمل تعليمه العالي في جامعة فؤاد الأول فعاد منها سنة 1367هـ/ 1946م إلى المملكة العربية السعودية بشهادة البكالوريوس في الهندسة الزراعية، وهو من أوائل السعوديين الذين درسوا هذا التخصص.

## خبراته العملية
انخرط عبد الله فور تخرجه من جامعة القاهرة سنة 1367هـ/ 1948م في المجال العملي بحيث شغل وظيفتين اثنتين عمل في مزرعة خاصة، ثم في المديرية العامة للزراعة وهو أول مهندس زراعي انضم إليها، وفي عام 1373هـ/ 1935م حولت المديرية العامة للزراعة بأمر من الملك سعود بن عبد العزيز إلى وزارة أُطلق عليها وزارة الزراعة عين الدباغ فيها مديرًا عامًا للشؤون الزراعية، ثم مديرًا عامًا للوزارة، وفي اليوم الثالث من شهر رجب عام 1380هـ الموافق لليوم الثاني والعشرون من شهر ديسمبر عام 1960م عين بموجب الأمر الملكي رقم 37 وزيرًا على وزارة الزراعة، وظل يؤدي مهمته في إدارتها حتى تاريخ 09/ 10/ 1381هـ الموافق 16/ 03/ 1962م، ومن أبرز المشاريع التي حققها خلال هذه الفترة برعاية وتوجيه الملك سعود ما هو خاص بالرمال كمشروع تثبيت الرمال في الأحساء، ما هو متعلق بالمياه كمشروعي صرف مياه القطيف والأحساء، وإنشاء سد وادي أبها، وإنشاء وكالة الوزارة لشؤون المياه، وبعد أن أعفي من هذه المهمة التفت إلى الاشتغال بالأعمال الخاصة بحيث أصبح عضوًا في مؤسسة البلاد للصحافة والنشر ثم مديرًا عليها، كما أنشأ له مؤسسة تعنى بأعمال الزراعة أطلق عليها مسمى " مؤسسة التنمية الزراعية".

## وفاته
توفي الدباغ في يوم الجمعة تاريخ 04/ 05/ 1432هـ الموافق 08/ 04/ 2011م عن عمر يناهز 92 عام.

## أنظر أيضًا
التشكيلات الوزارية لمجلس الوزراء السعودي
وزير البيئة والمياه والزراعة
وزارة البيئة والمياه والزراعة

## وصلات خارجية
الموقع الرسمي لوزارة البيئة والمياه والزراعة